# Terme del Foro (Ostia)
Le Terme del Foro (I,XII,6), sono un complesso termale nella regio I della città romana di Ostia.

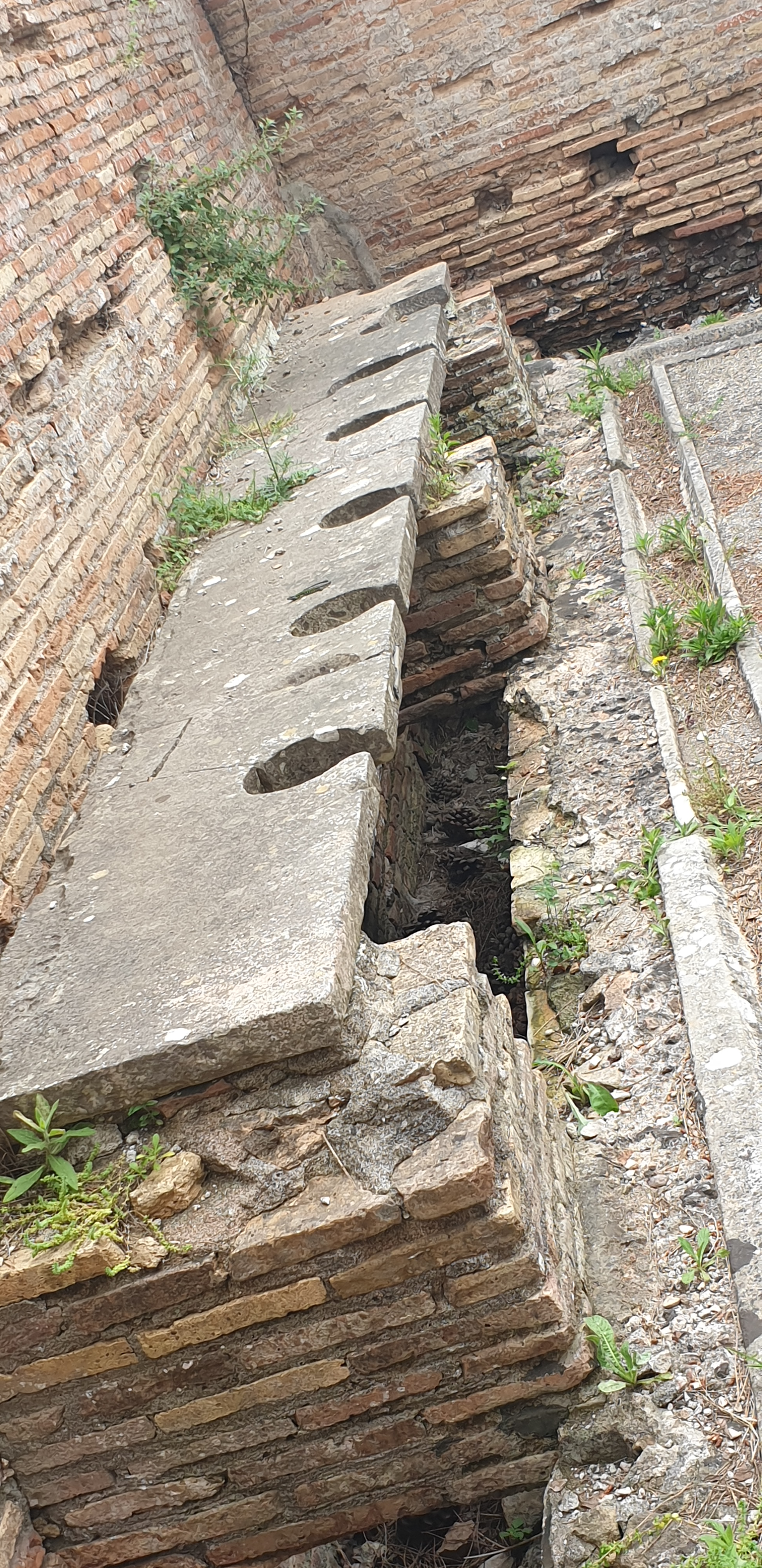
Latrine pubbliche

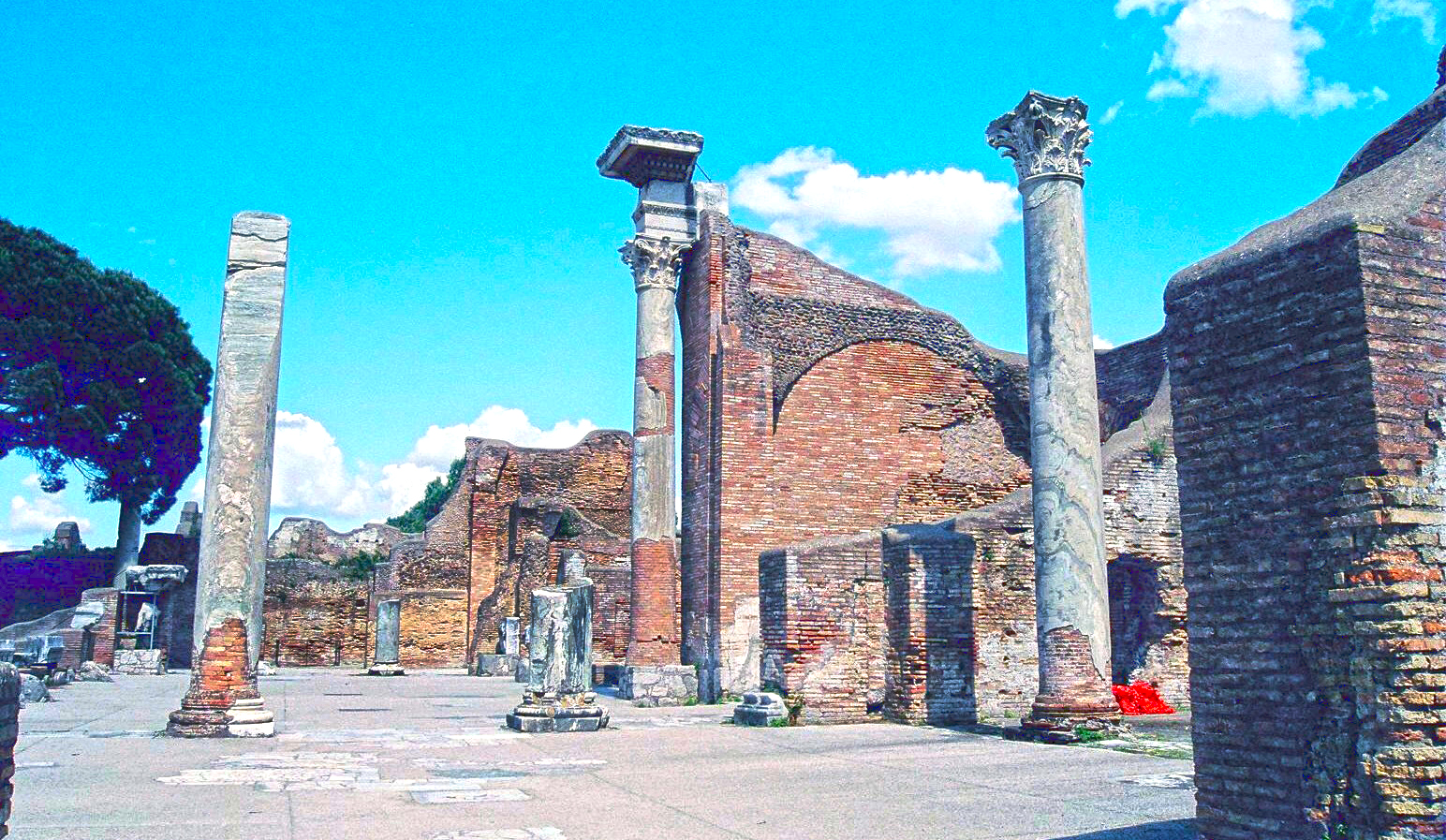
Vista da ovest verso il frigidarium

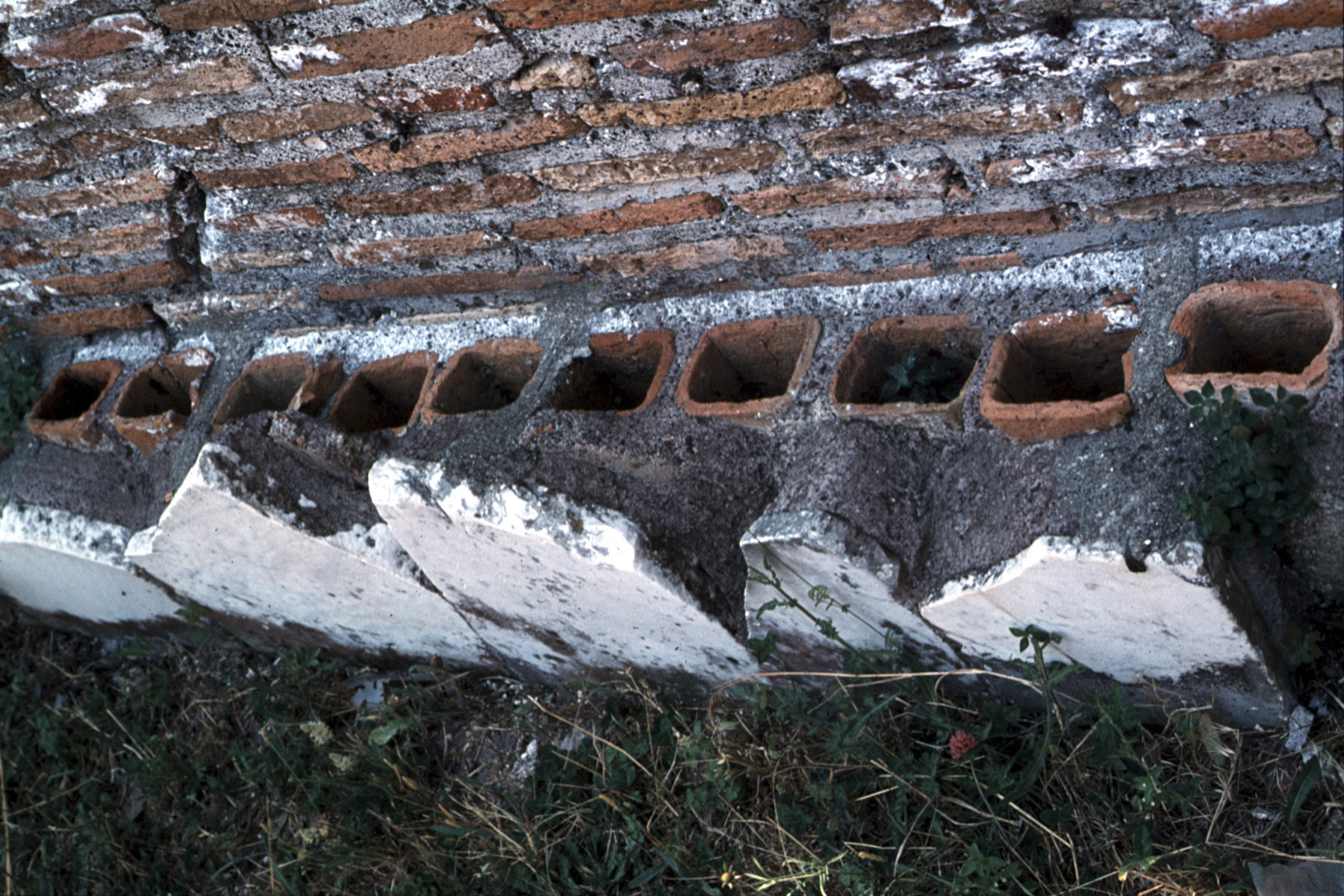
Dettaglio dei mattoni utilizzati per le stanze riscaldate

## Descrizione
Le terme si trovavano a sud est rispetto al Foro, comprese tra gli Horrea (I,XIII,1), il Caseggiato (I,XII,8 ) e le taberne (I,XII,9) a sud, il Tempio di Roma e Augusto e il Foro ad ovest, il Caseggiato dei Triclini (I,XII,1) e il Foro della Statua Eroica (I,XII,2) a nord, il Caseggiato della Cisterna (I,XII,4), il Caseggiato (I,XII,5) e le Taberne (I,XII,7) a est.
Costruite nel terzo quarto del II secolo, ad opera del prefetto del pretorio Marco Gavio Massimo, le terme subirono diversi interventi nei secoli successivi, fin'anche sotto l'impero di Teodosio, ad opera del prefetto dell'annona Ragonio Vincenzo Celso tra il 385 e il 389 d.C. .
Le terme furono scavate una priva volta nel 1925 da Guido Calza, che vi condusse indagini archeologiche almeno fino al 1933, con gli scavi che interessarono la palestra tra il 1940-41.
Queste terme pubbliche, per estensione il doppio delle più note Terme di Nettuno che ne fanno le più vaste di Ostia, sono articolate in una parte rettangolare a nord, con stanze simmetriche ai lati dell'ampio frigidario centrale, e una serie di stanze riscaldate disposte a scalare ed con grandi finestre esposte a sud e a ovest. A est del settore riscaldato, si trovano l'ambiente sotterraneo dei praefurnia, le fornaci utilizzate per il riscaldamento, e ancora più ad est, una cisterna con una grande ruota per il sollevamento dell'acqua.
Gli ambienti termali avevano in origine rivestimento parietale in marmo su 3 m di altezza, e pavimenti a mosaico geometrico in bianco e nero, sostituito nei restauri teodosiani con lastre di marmo di reimpiego. Nelle terme sono state trovate diverse statue, per le quali non si è sempre certi che originariamente appartenessero all'edificio; si è abbastanza certi che vi appartenessero le statue dedicate alle divinità della salute Igea ed Esculapio, una statua di Fortuna, e le teste di un pugile e di un atleta, in riferimento all'esercizio fisico o alle gare che si svolgevano nella palestra.
A sud degli ambienti riscaldati si apre la palestra, irregolarmente triangolare, circondata da diversi ambienti, tra i quali quelli destinati a taberne; vi furono aggiunti pilastri in laterizio e, nel restauro teodosiano, colonne con fusti in diversi marmi colorati. Sul lato sud-ovest si trovano due tempietti e, vicino, un ambiente trapezoidale esterno recintato che ospitava una grande latrina pubblica.
Vicino alle latrine, sepolto sotto il livello stradale circostante, è stato ritrovato un grande serbatoio d'acqua costituito da due grandi volte a botte, che travea l'acqua da una sorgente da falda acquifera.